# Tsjecho-Slowaakse parlementsverkiezingen 1986

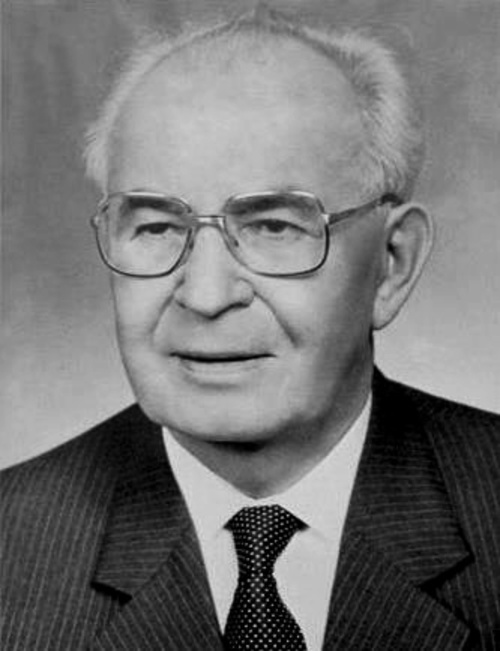
De eerste secretaris van de Tsjecho-Slowaakse Communistische Partij (KSČ) Gustáv Husák (1913-1991)

De Tsjecho-Slowaakse parlementsverkiezingen van 1986 vonden op 5 en 6 juni van dat jaar plaats. Het waren de laatste federale verkiezingen gedurende de communistische dictatuur. De verkiezingen vonden plaats op basis van een eenheidslijst van het Nationaal Front (Nf).
Na de Fluwelen Revolutie (november-december 1989) vonden er belangrijke mutaties plaats in de samenstelling van het federale parlement en de deelstaatparlementen. Een groot aantal parlementariërs sloot zich na de revolutie aan bij de oppositie (Burgerforum (Tsjechië), Publiek Tegen Geweld (Slowakije)). 

## Uitslag

### Huis van het Volk
| Coalitie                        | Partij of groep                                   | Stemmen    | %      | Zetels    |
| ------------------------------- | ------------------------------------------------- | ---------- | ------ | --------- |
| Nationaal Front (Nf)            | Communistische Partij van Tsjecho-Slowakije (KSČ) | 10.871.881 | 99,94% | 109 / 200 |
| Nationaal Front (Nf)            | Communistische Partij van Slowakije (KSS)         | 10.871.881 | 99,94% | 42 / 200  |
| Nationaal Front (Nf)            | Onafhankelijk/ onbekend                           | 10.871.881 | 99,94% | 18 / 200  |
| Nationaal Front (Nf)            | Tsjecho-Slowaakse Socialistische Partij (ČSS)     | 10.871.881 | 99,94% | 11 / 200  |
| Nationaal Front (Nf)            | Tsjecho-Slowaakse Volkspartij (ČSL)               | 10.871.881 | 99,94% | 16 / 200  |
| Nationaal Front (Nf)            | Slowaakse Vrijheidspartij (SS)                    | 10.871.881 | 99,94% | 2 / 200   |
| Nationaal Front (Nf)            | Partij van de Slowaakse Wedergeboorte (SSO)       | 10.871.881 | 99,94% | 2 / 200   |
| Totaal Nf                       | Totaal Nf                                         | 10.871.881 | 99,94% | 200 / 200 |
| Tegen                           | Tegen                                             | -          | -      | 0 / 200   |
| Blanco/ ongeldige stemmen       | Blanco/ ongeldige stemmen                         | -          | -      | -         |
| Totaal                          | Totaal                                            | 10.884.947 | 100%   | 200       |
|                                 |                                                   |            |        |           |
| Geregistreerde kiezers/ opkomst | Geregistreerde kiezers/ opkomst                   | 10.950,675 | 99,4%  | -         |
| Bron: CZSO , IPU                |                                                   |            |        |           |

### Huis van de Naties
| Coalitie                        | Stemmen    | %     | Zetels    |
| ------------------------------- | ---------- | ----- | --------- |
| Nationaal Front (Nf)            | -          | -     | 150 / 150 |
| Tegen                           | -          | -     | 0 / 150   |
| Blanco/ ongeldige stemmen       | -          | -     | -         |
| Totaal                          | 10.884.947 | 100%  | 150       |
|                                 |            |       |           |
| Geregistreerde kiezers/ opkomst | 10.950,675 | 99,4% | -         |
| Bron: CZSO , IPU                |            |       |           |

### Tsjechische Nationale Raad
| Coalitie             | Partij of groep                                   | Stemmen  | % | Zetels    |
| -------------------- | ------------------------------------------------- | -------- | - | --------- |
| Nationaal Front (Nf) | Communistische Partij van Tsjecho-Slowakije (KSČ) |          |   | 137 / 202 |
| Nationaal Front (Nf) | Onafhankelijk                                     | 37 / 202 |   |           |
| Nationaal Front (Nf) | Tsjecho-Slowaakse Socialistische Partij (ČSS)     | 14 / 202 |   |           |
| Nationaal Front (Nf) | Tsjecho-Slowaakse Volkspartij (ČSL)               | 14 / 202 |   |           |
| Totaal               |                                                   |          |   | 202       |
| Bron: CZSO           |                                                   |          |   |           |

### Slowaakse Nationale Raad
| Coalitie             | Partij of groep                             | Stemmen  | % | Zetels    |
| -------------------- | ------------------------------------------- | -------- | - | --------- |
| Nationaal Front (Nf) | Communistische Partij van Slowakije (KSS)   |          |   | 103 / 150 |
| Nationaal Front (Nf) | Onafhankelijk                               | 33 / 150 |   |           |
| Nationaal Front (Nf) | Slowaakse Vrijheidspartij (SS)              | 7 / 150  |   |           |
| Nationaal Front (Nf) | Partij van de Slowaakse Wedergeboorte (SSO) | 7 / 150  |   |           |
| Totaal               |                                             |          |   | 150       |
| Bron: CZSO , SNR     |                                             |          |   |           |

## Verwijzingen
Parlementsverkiezingen in Tsjecho-Slowakije:
1920 · 1924 · 1925 · 1929 · 1935 · 1946 · 1948 · 1954 · 1960 · 1964 · 1971 · 1976 · 1981 · 1986 · 1990 · 1992

Verkiezingen voor de Tsjechische Nationale Raad:
1971 · 1976 · 1981 · 1986 · 1990 · 1992

Verkiezingen voor de Slowaakse Nationale Raad:
1971 · 1976 · 1981 · 1986 · 1990 · 1992